# Phalaenopsis viridis
Phalaenopsis viridis (возможные русские названия: фаленопсис зелёный, или фаленопсис виридис) — эпифитное трявянистое растение семейства Орхидные, или Ятрышниковые (Orchidaceae).
Вид не имеет устоявшегося русского названия, в русскоязычных источниках обычно используется научное название Phalaenopsis viridis.

## Синонимы
По данным Королевских ботанических садов в Кью:
- Phalaenopsis forbesii Ridl. 1925
- Polychilos viridis (J.J. Sm.) Shim 1982

## Природныевариации
- Phalaenopsis viridis var. flava — отличается жёлтым цветом лепестков и более светлыми красновато-коричневыми пятнами.

## История описания иэтимология
В начале XX века этот вид практически одновременной был обнаружен на Суматре сборщиком орхидей Хейдтом и доктором К.Форбсом. Первоначально вид был назван в честь одного из первооткрывателей Phalaenopsis Forbessii. 
 После чего растение не попадало в поле зрения ботаников 80 лет. 

В 80-х годах XX века растение было вновь найдено на Суматре и введено в культуру и повторно описано под названием Phalaenopsis viridis. 
 Латинское название вида «viridis» переводится, как: зелёный, зеленеющий, зеленоватый, молодой, свежий.

## Биологическое описание
Моноподиальный эпифит, крайне редко литофит средних размеров.

Стебель короткий, почти полностью скрыт основаниями 3—4 листьев.
Корни гладкие, толстые, хорошо развитые. 

Листья толстые, кожистые, блестящие, продолговато-овальные, сужающиеся к основанию, заостренные на концах, длиной 20-40 см, шириной около 8 см. 

Цветоносы длиной около 40 см, простые, редко ветвящиеся, прямостоящие или наклонные, несут 3—7 цветков.

Цветки звездчатой формы, диаметром около 4 см, восковой текстуры, без запаха, открываются одновременно. Лепестки зеленоватого или зеленовато-желтого цвета, с многочисленными красно-коричневыми пятнами различной формы. 

Губа белая, часто с 2—4 продольными коричневыми полосками, колонка белая с большим жёлтым пятном в верхней части. Цветки могут не увядают около месяца. Пик цветения — весной и летом.

## Ареал, экологические особенности
Эндемик Суматры (Индонезия). 
Растет во влажных горных лесах на высотах от 700 до 1000 метров над уровнем моря поселяясь на деревьях в нижней части ствола и на замшелых скалах. 

В местах естественного произрастания сезонных температурных колебаний практически нет. Круглый год дневная температура около 27-29°С, ночная около 19-20°С. 
 Относительная влажность воздуха около 80 %. 
 Сухого сезона нет.

Относится к числу охраняемых видов (II приложение CITES).

## В культуре
Температурная группа — теплая. Для нормального цветения обязателен перепад температур день/ночь в 5—8°С. При содержании растений в прохладных условиях наблюдается остановка роста.
Требования к свету: 800—1000 FC, 8608—10760 lx.
Общая информация о агротехнике в статье Фаленопсис.
В гибридизации почти не используется.

## Первичныегибриды(грексы)
- Acajou — viridis х corningiana (Luc Vincent) 1995
- Anwar Mahayudin — viridis х javanica (Atmo Kolopaking) 1983
- Fabienne Dream — schilleriana х viridis	(Luc Vincent) 2000
- Harto Kolopaking — viridis х stuartiana (Atmo Kolopaking) 1989
- Ibu Kasman — viridis х cornu-cervi (Atmo Kolopaking) 1978